# アモーレス・ペロス
『アモーレス・ペロス』（Amores Perros）は2000年のメキシコのドラマ映画。監督はこれが初監督になるアレハンドロ・ゴンサレス・イニャリトゥ。2000年のカンヌ国際映画祭批評家週間でグランプリを、第13回東京国際映画祭でもグランプリや監督賞を受賞した。また、ガエル・ガルシア・ベルナルが日本に紹介された作品でもある。なお、タイトルはスペイン語で「犬のような愛」を意味するが、スペイン語では犬(perro)を含む表現には負のイメージがあり、この映画のタイトルもさまざまな場面に登場する犬を指すとともに、「みじめったらしい愛」を意味している。

## ストーリー
この映画はメキシコ・シティを舞台とし、同時に進む3つのストーリーで構成されている。
- 強盗で金を作り、破滅的な生活を送る兄ラミロの妻スサナを愛してしまった青年オクタビオ。兄との生活の不満を打ち明ける義理の姉に贈り物をして喜ばせようと、愛犬を闘犬に仕立て、金を作る。やがて、オクタビオは彼女との駆け落ちを決意する。
- 誰もが顔を知る売れっ子モデルの女バレリア。美しい肢体を持つ、スペインからやって来た彼女は、家庭のある男ダニエルと不倫関係にある。ダニエルは家庭を捨て、彼女の愛犬とともに、マンションでの生活を始める。
- 常に数匹の犬と行動し、シティでごみ収集をしている初老の男エル・チーボ。外見は怪しいが、彼は一匹狼の名うての殺し屋だった。殺人の依頼が舞い込み、そのターゲットの周辺を調査し始めるが、その一方、離れて暮らす娘を見守る父親でもあり、時に彼女の部屋へ侵入する。

全く関係のない彼らの人生は、一瞬の交通事故で交錯し、面識もないまま、その後の人生に影響を与えあった。

## キャスト
※括弧内は日本語吹替
オクタビオとスサナ
- オクタビオ: ガエル・ガルシア・ベルナル（神奈延年） - 飼い犬コフィを闘犬に。
- スサナ: バネッサ・バウチェ（スペイン語版）（甲斐田裕子） - オクタビオの兄嫁。
- ラミロ: マルコ・ペレス（スペイン語版）（三宅健太） - オクタビオの兄。スサナの夫。昼はスーパーに勤務、夜は強盗。
- ハロチョ: グスターボ・サンチェス・パラ（スペイン語版）（川本克彦） - 闘犬家。ギャンググループのリーダー。

ダニエルとバレリア
- ダニエル: アルバロ・ゲレロ（仲野裕） - 雑誌社の社長。妻子あり。
- バレリア: ゴヤ・トレド（スペイン語版）（日野由利加） - スペイン人モデル。ダニエルと不倫中。

エル・チーボとマル
- エル・チーボ: エミリオ・エチェバリア（大木民夫） - 元大学教授の殺し屋。
- マル: ルルデス・エチェバリア（髙月希海） - エル・チーボの娘。
- ルイス: ホルヘ・サリナス（平田広明） - エル・チーボに依頼された殺しのターゲット。
- グスターボ: ロドリゴ・ムライ・プリサント（スペイン語版）（後藤敦） - エル・チーボに異母兄ルイスの殺害を依頼。
- レオナルド: ホセ・セファミ（広瀬正志） - エル・チーボへの殺しの依頼を仲介。元刑事。

## 作品の評価
Rotten Tomatoesによれば、121件の評論のうち93%にあたる112件で、平均点は10点満点中7.8点、批評家の一致した見解は「『アモーレス・ペロス』の残虐な描写は時に見るに耐えないが、この強烈で骨太な映画には強烈なインパクトがある。」となっている。
Metacriticによれば、31件の評論のうち、高評価は27件、賛否混在は4件、低評価はなく、平均点は100点満点中83点となっている。